# Hayley Hoy
Hayley Hoy (* 1. März 2008) ist eine eswatinische Schwimmerin. Sie trat bei den Olympischen Spielen 2024 in Paris an.

## Sport
Sie ist Mitglied im Swim Lab Swimming Club. Im Mai 2022 erhielt sie ein Stipendium des Olympic Training Fund und konnte so trainieren und daraufhin bei den Commonwealth Games 2022 in Birmingham, England, starten.
Sie gehörte zur Auswahl bei der Schwimmweltmeisterschaften 2023 in Fukuoka, Japan.
2023 wurde sie als Junior Sportswoman of the Year bei den Eswatini National Sports Awards ausgezeichnet.
Für die Olympischen Spiele in Paris wurde sie für die 100 m Schmetterling gemeldet, wurde mit einer Zeit von 1:08,36 min allerdings Letzte (Platz 31).
Sie war außerdem Fahnenträgerin bei der Eröffnungsfeier.